# Pilea herniarioides
Espèce
Classification phylogénétique
Pilea herniarioides est une espèce de plantes à fleurs de la famille des Urticaceae.